# 12비트 컴퓨팅
컴퓨터 구조론에서, 12비트 인티저, 주소 공간, 또는 다른 데이터 단위는 최대 12비트 (1.5 octets) 크기인 것을 말한다. 또한 12비트 CPU와 ALU 구조는 12비트 크기의 레지스터, 어드레스 버스 또는 데이터 버스를 기반으로 하는 것을 말한다. 
1960년대 후반 ASCII가 널리 채택되기 전에는 6비트 문자 코드가 일반적이었고, 두 문자를 저장할 수 있는 12비트 워드는 편리한 크기였다. 이는 단일 십진수와 부호를 함께 저장하는 데도 유용했다. 아마도 가장 잘 알려진 12비트 CPU는 1963년 8월부터 1990년대 중반까지 다양한 형태로 생산된 PDP-8 및 그 후손(예: Intersil 6100 마이크로프로세서)이다. 많은 아날로그-디지털 변환회로(ADC)는 12비트 해상도를 가진다. 일부 PIC 마이크로컨트롤러는 12비트 명령어 워드를 사용하지만 8비트 데이터만 처리한다.
12개의 이진 숫자 또는 3개의 니블('트리블')은 4096개(8진수 10000, 16진수 1000)의 고유한 조합을 가진다. 따라서 12비트 메모리 주소를 가진 마이크로프로세서는 4096 워드(4kW)의 워드 주소 지정 메모리에 직접 접근할 수 있다. IBM System/360 명령어 형식은 12비트 변위 필드를 사용하는데, 이는 베이스 레지스터의 내용에 더해져 베이스 레지스터의 주소에서 시작하는 영역에서 4096바이트의 메모리를 주소 지정할 수 있다.

## 12비트 컴퓨터 시스템 목록
- 디지털 이큅먼트 코퍼레이션
  - PDP-5
  - PDP-8

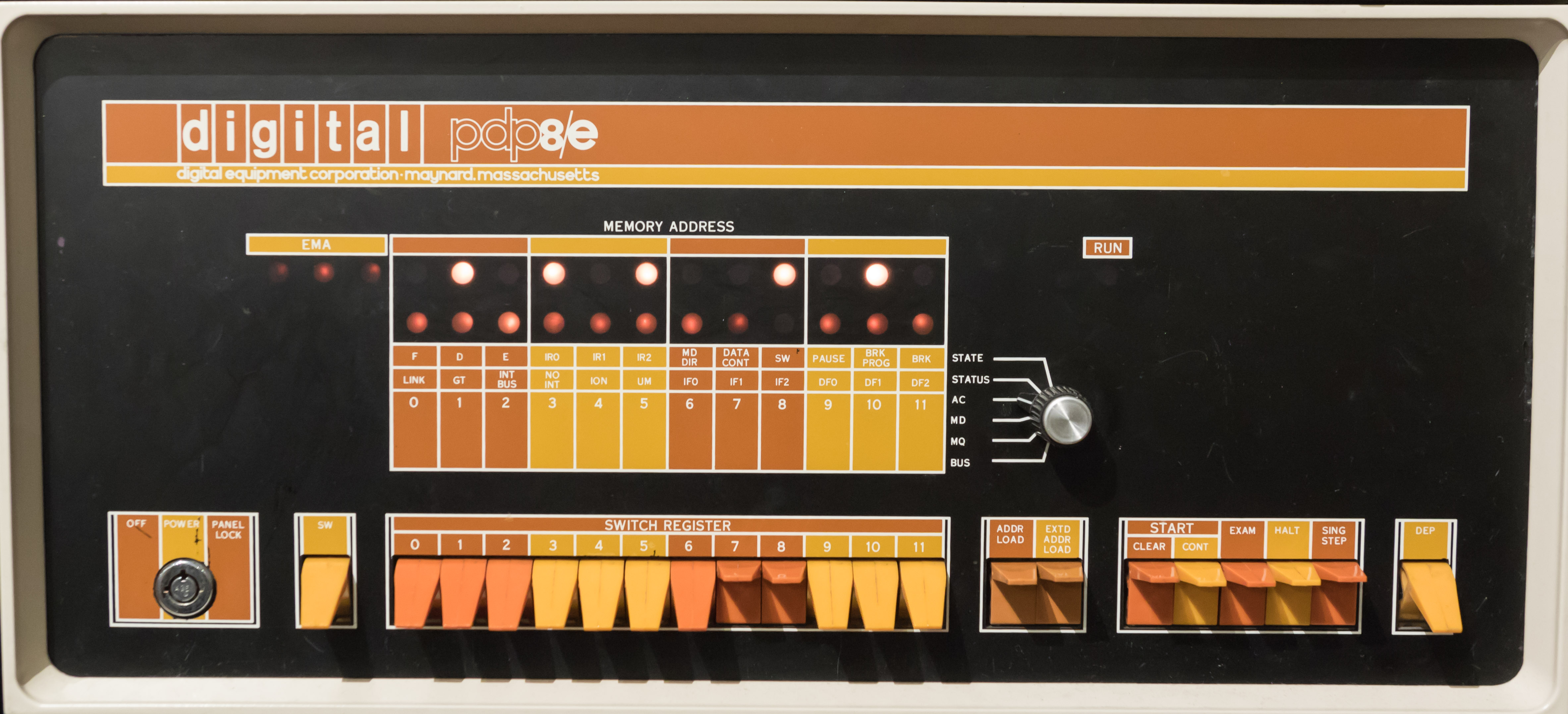
디지털 이큅먼트 코퍼레이션 PDP-8e, 1970년에 출시된 12비트 미니컴퓨터

    - DECmate, Intersil 6100 기반의 개인용 컴퓨터

  - PDP-12
  - PDP-14
- 포드 EEC I 자동차 엔진 제어 장치
  - Toshiba TLCS-12 마이크로프로세서[1]
- 인터실 IM6100 마이크로프로세서 (PDP-8 호환)
- 컨트롤 데이터 코퍼레이션
  - CDC 160 series 컴퓨터
  - CDC 6600 - 주변 프로세서 (PP)
- National Cash Register NCR 315
- Scientific Data Systems SDS 92
- Nuclear Data, Inc. ND812
- PC12 minicomputer
- Ferranti Argus
- LINC, 이후 DEC에서 LINC-8으로 상용화됨

## 같이 보기
- FAT12, 12비트 클러스터 엔트리를 가진 파일 시스템